# Marharyta Krynyzyna
Marharyta Wassyliwna Krynyzyna (ukrainisch Маргарита Василівна Криницина, russisch Маргарита Васильевна Криницына Margarita Wassiljewna Krinizyna, * 7. Oktober 1932 in Nowaja Ljalja, Oblast Swerdlowsk; † 10. Oktober 2005 in Kiew) war eine sowjetisch-ukrainische Schauspielerin, deren Karriere 1955 begann. Sie erhielt einige hohe Auszeichnungen für ihr Lebenswerk.

## Leben
Bereits ihre Großmutter war eine bekannte Schauspielerin. Als Kind ahmte Marharyta in komischer Weise Erwachsene nach, sie parodierte auch ihre Lehrer oder erzählte gern Witze. Zum Ende der zehnten Klasse rieten ihre Freundinnen: „Du bist immer so lustig – werde Schauspielerin“, obwohl sie lieber Jura studieren wollte. Nach dem Zweiten Weltkrieg kam Marharytas Familie nach Moldawien, sie aber ging nach Moskau. Dort bewarb sie sich am All-Unions-Institut für Kinematographie. Der Zulassungsausschuss wunderte sich, dass sie weder singen noch tanzen konnte – aber ihre Tanzparodie beeindruckte. Krynyzyna begann 1950 eine Ausbildung am Wachtangow-Theater, einer der besten Schauspielschulen des Landes. 1954 heiratete Marharyta den ukrainischen Schriftsteller Eugen Onoprijenko. Nach erfolgreichem Abschluss bekam sie ein Engagement als Theaterschauspielerin in Moskau. Ab 1959 lebte die Familie Onoprienko in Kiew, wo Marharyta in der Filmkomödie „Für zwei Häschen“ die Titelrolle als Pronia Prokopowna spielte. Die Familie konnte gute Beziehungen zu dem Regisseur Oleg Borissow aufbauen, die zu weiteren Rollen im Theater und in Filmen führten. Der Ehemann arbeitete in Kiew bald auch als Drehbuchautor und schrieb spezielle Rollen für Marharyta, in denen ihr komödiantisches Talent unter anderem als Kolchos-Vorsitzende zum Tragen kam.
Obwohl Marharyta Krynyzyna am Ende ihres Lebens in mehr als siebzig Rollen zu sehen war, blieb ihr der ganz große Erfolg zunächst versagt. Bekannte Persönlichkeiten aus dem Kulturleben der Ukraine kritisierten in einem Schreiben, dass sie nicht dem Ideal einer ukrainischen Frau entspräche und auch nicht schön sei. Aber der Minister für Kultur setzte sich für sie ein und verhalf ihr zu weiteren Film- und Theaterrollen. Trotz hoher Zuschauerzahlen bei ihren Auftritten z. B. in der Rolle der Aelita am Schauspieltheater in Kiew gab es auch zahlreiche Kritiker. So verließ Marharyta schließlich das Theater. Erst Ende der 1990er Jahre wurde ihr einzigartiges komödiantisches Talent doch noch international bekannt und sie erhielt Auszeichnungen, Einladungen zu Fernsehshows und ihr Leben selbst wurde verfilmt („Oh, sag mir nichts über die Liebe“, 2003).
Marharyta Krynyzyna hatte eine Tochter – Alla Krynyzyna, die Regisseurin geworden ist und Drehbücher verfasst. Sie selbst war inzwischen schwer erkrankt und konnte kaum noch laufen. So schied sie am Ende freiwillig aus dem Leben. Sie wurde auf dem Baikowe-Friedhof in Kiew begraben.

## Erfolge, Auszeichnungen und Ehrung
- Volkskünstler der Ukraine (1996)
- Staatspreis der Ukraine Oleksandr Dowschenko (1999; für die Rolle der Pronia Prokopowna im Spielfilm „Für zwei Häschen“)
- Gewinner des Spezialpreises des Filmfestivals Stoschari für ihren Beitrag zum ukrainischen Filmwesen (1999)
- Kavaliersorden der Fürstin Olga III. Grades für den persönlichen Beitrag zur Entwicklung der nationalen Kinematografie, für kreative Leistung und exzellente Darstellung (2002)
- In der Stadt Kiew wurde in Sichtweite zur Andreas-Kirche eine Bronzeplastik aufgestellt, die Marharyta Krynyzyna in der Rolle der Pronia Prokopowna mit einem Verehrer zeigt.[3] Die Skulptur ist ein beliebtes Fotomotiv für Hochzeitspaare geworden.

## Filmografie
- 1955: Вольница (Wolniza)
- 1955: Доброе утро (Guten Morgen)
- 1957: Гори, гори, моя звезда (Scheine mein Stern)
- 1960: Катя-Катюша (Katja-Katjuscha)
- 1961: За двумя зайцами – Проня Прокоповна (Für zwei Häschen – Pronia Prokopowna)
- 1962: Звёздочка («Капитаны не опаздывают») (Sternchen [„Kapitäne kommen nicht zu spät“])
- 1963: Стежки-дорожки (Stiche)
- 1967: Свадьба в Малиновке – Рыжая (Hochzeit in Malinovka)
- 1967: Цыган (Der Zigeuner)
- 1967: Вий (Vij)
- 1968: Беглец из «Янтарного» (Flucht aus dem "Bernstein")
- 1968: Большие хлопоты из-за маленького мальчика (Große Sorgen des kleinen Jungen)
- 1969: Адъютант его превосходительства (Adjutant Seiner Exzellenz)
- 1970: Меж высоких хлебов (Zwischen dem hohen Korn)
- 1970: Смотреть в глаза (In die Augen schauen)
- 1970: Сады Семирамиды (Die Gärten von Babylon)
- 1971: Бумбараш (Bumbarasch)
- 1971: Инспектор уголовного розыска – Екатерина Фёдоровна (Kriminalinspektor Katharina Fjodorowna)
- 1973: Будни уголовного розыска – Курбатова (Kurbatowa – die werdende Kriminalistin)
- 1973: Не пройдёт и года (In weniger als einem Jahr)
- 1973: Нейлон 100 % (100 % Nylon)
- 1973: Старая крепость (Die alte Festung)
- 1974: Юркины рассветы (Juris Erwachen)
- 1974: Рыцарь Вася (Fürst Wasja)
- 1974: Рождённая революцией (Серии 7,8:)§§ (Die beginnende Revolution; Serie 7,8:)
- 1975: Красный петух Плимутрок (Das rote Plymouth)
- 1976: Дни Турбиных – жена Лисовича (Die Tage der Turbinen – Frau Lisowitscha)
- 1976: Такая она игра (Dies ist ein Spiel)
- 1977: Родные (Frühgeborene)
- 1977: Перед экзаменом (Vor der Prüfung)
- 1977: На короткой волне (Auf kurzer Welle)
- 1978: Предвещая победу (Ein früher Sieg)
- 1978: Дипломаты поневоле (Diplomaten wider Willen)
- 1978: Жнецы (Harvester)
- 1979: Поездка через город (Eine Reise durch die Stadt)
- 1980: Дачная поездка сержанта Цыбули (Die Landreise des Feldwebels Zybuli)
- 1982: Женские радости и печали (Freuden und Leiden der Frauen)
- 1983: Экипаж машины боевой (Die Besatzung der Kampfmaschine)
- 1983: Миргород и его обитатели (Mirgorod und seine Bewohner)
- 1983: Зелёный фургон (Grüner Planwagen)
- 1984: Если можешь, прости (Verzeihen Sie bitte)
- 1985: Володя большой, Володя маленький (Der große und der kleine Wolodja)
- 1986: Рядом с вами (In deiner Nähe)
- 1986: Мы веселы, счастливы, талантливы (Wir sind glücklich, fröhlich und begabt)
- 1986: Одинокая женщина желает познакомиться (Einsame Frau wünscht Bekanntschaft)
- 1987: И завтра жить (Und morgen wird gelebt)
- 1987: К расследованию приступить (Der Beginn einer genauen Untersuchung)
- 1988: Грешник (Der Sünder)
- 1989: Работа над ошибками (Versehentliche Arbeit)
- 1989: Часовщик и курица (Der Uhrmacher und das Huhn)
- 1990: Допинг для ангелов (Doping für die Engel)
- 1990: Сэнит-зон (Zenit-Zone)
- 1990: Имитатор (Der Imitator)
- 1991: Тысяча долларов в одну сторону (Tausend Dollar auf einer Seite)
- 1993: Стамбульский транзит (Transit nach Istanbul)
- 1993: Не хочу жениться! (Ich will nicht heiraten!)
- 1993: Русский регтайм (Russischer Ragtime)
- 1993: Тутэйшие («Местные») (Denkt progressiv [„Einhemische“])
- 1994: Амур и демон (Amor und Dämon)
- 1995: §Будем жить (Lass’ uns leben)
- 1996: Возвращение броненосца (Die Rückkehr des Schlachtschiffs)
- 1997: Святое семейство (Heilige Familie)
- 2003: Ах, не говорите мне про любовь (док. фильм) (Oh, sag mir nichts über die Liebe; Dokumentarfilm)